# Libro de Rora
El Libro de Rora es una novela manuscrita escrita por Kaali Bala Ndole Wano ca. 1845. El autor, que escribió bajo el seudónimo de "Rora", era sobrino de Momolu Duwalu Bukele, creador del silabario vai en las primeras décadas del siglo XIX, sistema de escritura éste empleado en la obra. 
El texto, de 40 páginas, llamado también Libro de Ndole, constituye un ejemplo de temprana literatura escrita en una lengua y escritura del oeste de África, y muchos de los estudios sobre literatura en escrituras indígenas del oeste africano se centran en esta obra. El texto fue traducido al inglés y publicado en Londres en 1851. De acuerdo con el prefacio de esta última edición, la obra es poco más que la narración de las actividades habituales diarias de un africano.
El manuscrito contienen algunas formas de símbolos actualmente obsoletas en la escritura vai:
| Símbolos obsoletos    | ꘐ | ꘑ | ꘒ | ꘪ | ꘫ |
| Equivalentes modernos | ꕘ | ꕪ | ꖇ | ꕮ | ꗑ |